# Народные силы обороны (РПК)
Народные силы обороны (курд. Hêzên Parastina Gel, англ. People's Defense Forces) — вооружённое крыло Рабочей партии Курдистана.
Организация партизанского характера. С 2013 года её командиром является Мурат Карайылан. Бывшие командиры: Бахоз Эрдал (2004—2009), Нур-ад-Дин Суфи (2009—2013).
Первоначально организация носила название «Освободительные силы Курдистана» (Hêzên Rizgariya Kurdistan). На 3-м съезде РПК в 1986 году была переименована в «Народно-освободительную армию Курдистана» (Artêşa Rizgariya Gelê Kurdistan). В 2000 году установлено название Народные силы обороны. В составе НСО находится более 6500 человек, из которых примерно треть женщин. Базы НСО находятся в Турции, Иракском Курдистане и Иране.
Первые учебные лагеря были созданы в 1982 году в Турции, Ираке, Сирии, Иране, а также при поддержке сирийского правительства в долине Бекаа (Ливан). После ирано-иракской войны, в 1998 году, РПК переместила все свои лагеря в Северный Ирак. Из долины Бекаа РПК также полностью переместила свою деятельность в горы Кандиль (Ирак) после того, как Сирия депортировала со своей территории Оджалана и закрыла все лагеря. Вместо одного лагеря, который можно было легко уничтожить, было создано множество небольших лагерей. В этот период РПК фактически создала на территории Иракского Курдистана анклав с учебными лагерями, складами и центрами разведки и связи.
В 2007 году сообщалось о создании лагерей в горных районах вдоль иракско-турецкой границы. Горные лагеря, расположенные в Турции, Ираке и Иране, используются в качестве передовых баз, с которых боевики совершают нападения на турецкие военные базы. Развёрнутые там подразделения отличаются высокой мобильностью, а в лагерях имеется лишь минимальная инфраструктура. Постоянные лагеря, расположенные в горах Кандиль, имеют более развитую инфраструктуру, включая полевой госпиталь и тыловые склады.
1 марта 2025 года было объявлено одностороннее прекращение огня со стороны РПК, однако военные действия Турции против партизан не прекратились, на что Народные силы обороны продолжают по ныне отвечать самообороной, несмотря на решение РПК о роспуске 12 мая 2025 года. 